# Smallville

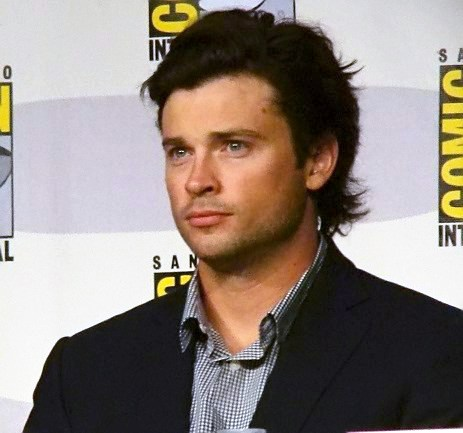

Smallville este un serial de televiziune american dezvoltat de scriitorii și producătorii Alfred Gough si Miles Millar, bazat pe personajul Superman din benzile desenate (DC Comics) create de Jerry Siegel si Joe Shuster. Serialul de televiziune a fost inițial difuzat de către rețeaua The WB și a avut premiera pe 16 octombrie 2001. După al cincilea sezon, BM si UPN au fuzionat și a apărut The CW, care transmite serialul în Statele Unite. Este cel mai longeviv serial de televiziune bazat pe benzi desenate din istoria televiziunii. Smallville a început sezonul nouă pe 25 septembrie 2009 și a fost anunțat sezonul zece (și ultimul) pe 4 martie 2010. Serialul urmărește aventurile lui Clark Kent (Tom Welling), care locuiește în orașul fictiv Smallville din Kansas, în perioada dinainte de a deveni Superman. Primele patru sezoane s-au axat pe anii de liceu ai lui Clark și ai prietenilor săi. Începând cu sezonul cinci, serialul prezintă viața lor ca adulți, în cele din urmă axându-se pe cariera la ziarul Daily Planet, precum și pe introducerea altor super-eroi din benzile desenate.